# Normalt rum
Normalt rum är ett matematiskt begrepp inom topologin. Relaterade begrepp är fullständigt normala och perfekt normala rum. Villkoren för normala, fullständigt normala och perfekt normala rum är exempel på separationsaxiom. 

## Definitioner
Ett topologiskt rum {\displaystyle (M,\mathrm {T} )} säges vara ett normalt rum om varje par av disjunkta slutna mängder X och Y finns det disjunkta öppna mängder U och V sådana att U innehåller X och V innehåller Y:
{\displaystyle \forall (X,Y):X^{c},Y^{c}\in \mathrm {T} ,X\cap Y=\emptyset ,\exists U,V\in \mathrm {T} :U\cap V=\emptyset } och {\displaystyle X\subseteq U}, {\displaystyle Y\subseteq V}.
Ett rum är fullständigt normalt rum om varje topologiskt underrum är normalt.
Ett perfekt normalt rum är ett normalt rum där varje sluten mängd är en {\displaystyle G_{\delta }}-mängd, dvs varje sluten mängd är kan fås som ett uppräkneligt snitt av öppna mängder.

## Exempel på normala rum
- Alla metriska rum (och härmed alla  metriserbara rum) är perfekt normala Hausdorffrum.
- Alla  pseudometriska rum (och därmed alla pseudometriserbara rum) är perfekt normala T3-rum, men i allmänhet inte Hausdorff.
- Alla kompakta Hausdorffrum är normala.
- alla parakompakta Hausdorffrum är normala, och alla parakompakta T3-rum är normala.
- Alla parakompakta  topologiska mångfalder är perfekt normala Hausdorffrum.
- Alla Lindelöfrum som är T3-rum är normala.

## Egenskaper
Ett normalt rum där varje punkt är en sluten mängd är ett hausdorffrum.